# Chinese Text Project
A Chinese Text Project (CTP; kínaiul, hagyományos kínai írásjegyekkel: 中國哲學書電子化計劃) klasszikus kínai szövegeket tartalmazó elektronikus könyvtár. A 2006-ban indult weboldal kínai címének jelentése: „Kínai filozófiai szövegek digitalizációs projektje”, amely utal a vállalkozás kezdeti célkitűzésére, miszerint elsősorban a kínai filozófiai művek és azok változatainak digitalizációjára és szabad elektronikus hozzáférésére koncentrált. Az elektronikus könyvtárrá bővült weboldal azonban mára a klasszikus kínai művek szövegeinek egyik legnagyobb és legmegbízhatóbb internetes gyűjteménye
és forrása. A weboldal alapítója és működtetője Donald Sturgeon angol sinológus, aki jelenleg a City University of Hong Kong oktatója.

## Tartalma
Az elektronikus könyvtár tartalmazta szövegek alapvetően két fő kategóriára vannak elkülönítve: a Csin-kor előtti, illetve Han-kori (vagyis az ókori) szövegek, illetve a Han-kor utáni (vagyis közép- és újkori) szövegek. Az előbbi kategóriában a művek olyan tematikus csoportokba vannak sorolva, mint például: konfuciánus, motista, taoista, legista szövegek, vagy katonai, matematikai, orvosi, történeti stb. írások, míg az utóbbi kategóriában a művek a keletkezésük időpontja szerinti, dinasztikus elrendezésben találhatók.
Az ókori kínai szövegeket tartalmazó, első főkategóriában mintegy 5,6 millió írásjegy terjedelmű szöveg található, míg a Han-kor utáni szövegek terjedelme, a második kategóriában kb. 20 millió írásjegy.
A szövegek az esetek zömében nem csak nagyobb fejezetek, hanem értelmi egységek, szakaszok szerint vannak tagolva, ami praktikussá teszi az oldal által kínált beépített kínai–angol szótár használatát, a párhuzamos megfelelések megmutatását más szövegekben vagy a műhöz tartozó elérhető kommentárok csatolásának funkcióját. A Library aloldalon további mintegy 10 millió oldalnyi klasszikus kínai szöveg szkennelt változata található, melyek ugyan kevésbé praktikusan használhatók, mint a főkategóriákban elérhető digatilizált szövegek, de ezzel együtt is páratlan segédanyagot és forrást nyújtanak a klasszikus kínai filológiai kutatásokhoz.
A szövegekhez esetenként – amennyiben van elérhető, nem jogdíjas – angol nyelvű fordítás is mellékelve van, amely leginkább James Legge (1815-1897), J. J. L. Duyvendak (1889–1954) és Lionel Giles (1875–1958) munkáit jelenti.

## Érdekesség
A Chinese Text Project a Twitter, a Facebook, a Sina Weibo (新浪微博) és a Zsenzsen vang (人人網) internetes ismeretségi hálózatokon és mikroblogokon Wenyanwen Roulette (kínaiul: 古文亂選) néven egy játékos alkalmazást üzemeltet, amely a kedvelők oldalán mindennap egy, az adatbázisból véletlenszerűen kiválasztott klasszikus kínai idézetet jelenít meg.